# گرماادراک

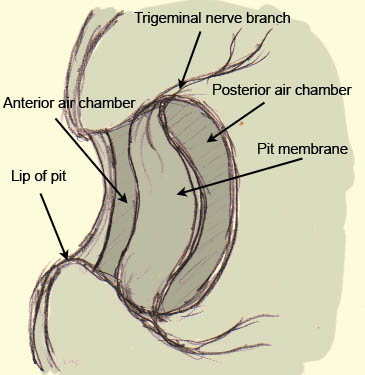
نمونه از تصویر گرما ادراک

گرماادراک یا دماادراک (به انگلیسی: thermoception) حس و ادارک دما یا به طور دقیق‌تر، تفاوت دمای استنباط شده از شار گرمایی است. بامجموعه ای از رویدادها و فرآیندهای مورد نیاز برای یک موجود زنده سر و کار دارد تا یک محرک دما را دریافت کند، آن را به سیگنال مولکولی تبدیل کند، و سیگنال را تشخیص دهد و مشخص کند تا یک پاسخ دفاعی مناسب ایجاد کند.
گرماادارک در حیوانات بزرگتر عمدتاً در پوست انجام می شود؛ پستانداران حداقل دو نوع دارند. جزئیات نحوه عملکرد گیرنده های دما هنوز در حال بررسی است. سیلیوپاتی با کاهش توانایی حس گرما همراه است، بنابراین مژک ها ممکن است به این روند کمک کنند.  اعتقاد بر این است که کانال‌های پتانسیل گیرنده گذرا (کانال‌های TRP)  در بسیاری از گونه‌ها در احساس گرما، سرما و درد نقش دارند. مه‌ه داران حداقل دو نوع حسگر دارند: حسگرهایی که گرما را تشخیص ‌ی دهند و آنهایی که سرما را تشخیص ‌ی دهند.

## همچنین ببینید
- فهرست برندگان جایزه نوبل فیزیولوژی و پزشکی